# Estrela retardatária azul

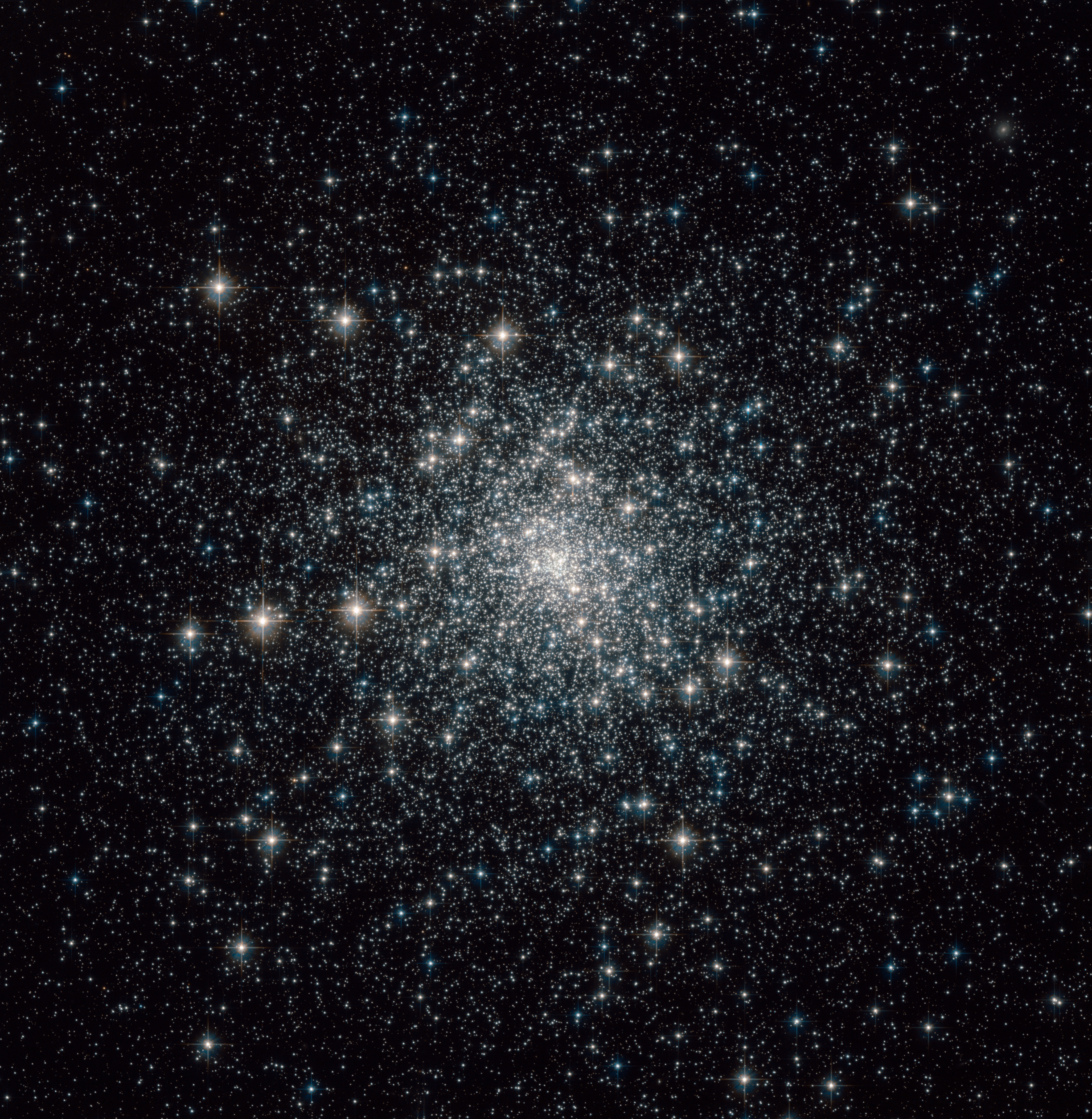
Imagem do aglomerado Messier 30 obtida pelo Telescópio espacial Hubble, no qual várias retardatárias azuis estão presentes.

As estrelas retardatárias azuis ou blue stragglers são estrelas da sequência principal em aglomerados abertos ou globulares que se diferenciam por serem mais luminosas e azuis que as estrelas no ponto de saída da sequência principal do aglomerado. As retardatárias azuis foram descobertas por Allan Sandage em 1953 enquanto ele realizava a fotometria das estrelas do aglomerado globular M3. As teorias padrão da evolução estelar definem que a posição de uma estrela no diagrama de Hertzsprung-Russell poderia ser determinada quase que inteiramente pela massa inicial e idade. Em um aglomerado, todas as estrelas se formaram mais ou menos ao mesmo tempo, assim sendo, em um diagrama de H–R para um aglomerado, todas as estrelas deveriam se agrupar ao longo de uma curva determinada unicamente pela idade do aglomerado, com as posições individuais das estrelas determinadas apenas pela massa inicial de cada uma. Por possuírem massas de duas a três vezes maiores do que a do resto das estrelas da sequência principal, as retardatárias azuis aparentam ser exceções à regra. É provável que a resolução deste problema esteja relacionada às interações entre duas ou mais estrelas nas regiões densas dos aglomerados nos quais as retardatárias azuis são encontradas.

## Formação
Várias teorias tem sido propostas para explicar a existência das retardatárias azuis. A mais simples é a de que as retardatárias azuis se formaram mais tarde do que o resto das estrelas do aglomerado, mas há poucas evidências para essa explicação. Outra proposta simples é a de que as retardatárias azuis sejam estrelas de campo que não são de fato membros do aglomerado aos quais pertencem, ou são estrelas de campo que foram capturadas pelo aglomerado. Essa explicação também parece improvável, já que as retardatárias azuis costumam ser encontradas bem no centro dos aglomerados aos quais pertencem. Teóricamente é mais provável que essas retardatárias azuis sejam o resultado de um par de estrelas que se aproximou de outra estrela ou objeto de massa similar, gerando uma colisão (este evento, porém, seria bastante raro).

### Interações do aglomerado

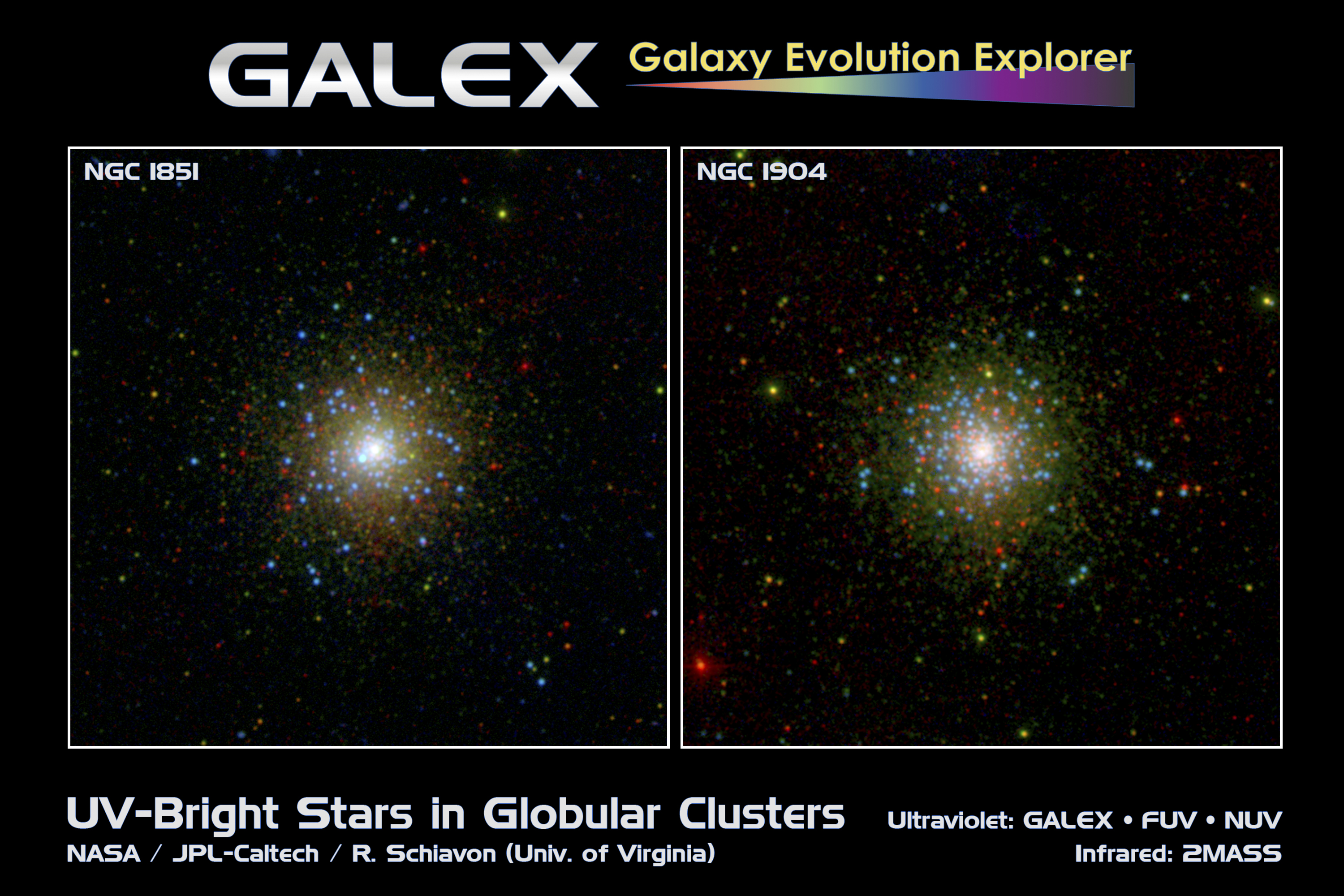
Imagem dos aglomerados globulares NGC 1851 e NGC 1904, as estrelas azuis desses aglomerados possuem características de estrelas jovens, mas são estrelas antigas que se adquiriram massa através da fusão ou absorção de matéria de uma estrela companheira.

As duas explicações propostas mais viáveis para a existência das retardatárias azuis envolvem interações entre os membros do aglomerado. Uma explicação é a de que elas sejam estrelas binárias antigas ou atuais em um processo de fusão em andamento ou completado. A fusão de duas estrelas criaria uma estrela mais massiva, com uma massa potencialmente maior do que a das estrelas do ponto de saída da sequência principal. Uma estrela que se originou com uma massa maior do que aquelas do ponto de saída sa sequência principal já teria evoluído para além da sequência principal, mas uma estrela mais massiva resultante de uma fusão não evoluiria tão rapidamente. Há evidências a favor dessa teoria, sendo a principal o fato de as retardatárias azuis aparecerem nas regiões mais densas dos aglomerados, especialmentenos nos núcleos dos aglomerados globulares. Como há mais estrelas por volume unitário, colisões e aproximações são muito mais possíveis do que em estrelas de campo, e os cálculos do número esperado de colisões é consistente com o número de retardatárias azuis observadas.
Uma maneira de testar essa hipótese é estudar as pulsações das retardatárias azuis variáveis. As propriedades astrosismológicas das estrelas fundidas podem ser mensuravelmente diferentes das variáveis pulsantes típicas de massa e luminosidade parecidas. Todavia, a medição das pulsações é muito difícil, devido à escassez de retardatárias azuis variáveis, às pequenas amplitudes fotométricas de suas pulsações e às regiões densas nas quais muitas vezes se encontram. Observou-se que algumas retardatárias azuis realizam o movimento de rotação muito rapidamente, com um exemplo observado em 47 Tucanae fazendo uma rotação 75 vezes mais rápida que o Sol, o que é consistente com a formação por colisão.
As outras explicações se baseiam em transferências de massa entre estrelas de um sistema binário. A estrela mais massiva das duas estrelas no sistema evoluirá primeiro, e na medida em que se expande, irá transbordar seu lóbulo de Roche. A massa será rapidamente transferida da companheira inicialmente mais massiva para a menos massiva, e tal como na hipótese da colisão, isso explicaria o motivo pelo qual haveria estrelas na sequência principal mais massivas do que outras estrelas que já saíram da sequência principal. Observações das retardatárias azuis revelaram que algumas possuem pouco carbono e oxigênio em suas fotosferas, o que constitui uma evidência de ter sido dragada do interior de uma companheira.
De modo geral, há evidências em favor das hipóteses da colisão e da transferência de massa entre esrtelas binárias. Nos aglomerados de M3, 47 Tucanae e NGC 6752, ambos os mecanismos parecem estar em operação, onde as retardatárias azuis colisionais ocupam os núcleos enquanto as retardatárias azuis de transferência residem na periferia. A descoberta de companheiras anãs brancas de pouca massa ao redor das retardatárias azuis no campo de Kepler sugere que essas duas retardatárias azuis ganharam massa através da tranferência estável de massa.

## Outros tipos
"Retardatárias amarelas" ou "retardatárias vermelhas" são estrelas com cores intermediárias do ponto de saída e do ramo das gigantes vermelhas, sendo porém mais brilhantes que as estrelas do ramo subgigante. Tais estrelas tem sido identificadas em aglomerados estelares abertos e estelares.  Essas estrelas podem ser antigas retardatárias azuis evoluindo para o ramo principal.